# Sakatiga
Sakatiga is een bestuurslaag in het regentschap Ogan Ilir van de provincie Zuid-Sumatra, Indonesië. Sakatiga telt 3626 inwoners (volkstelling 2010).